# Maria Sergejeva
Maria Sergejeva (Tallinn, 28 de outubro de 1992) é uma ex-patinadora artística estoniana. Competiu nas competições de duplas com Ilja Glebov conquistando por três anos seguidos a medalha de ouro do Campeonato Estoniano (2007–2009) e representou a Estônia nos Jogos Olímpicos de Inverno de 2010. Após a temporada 2009–10 eles encerraram a parceria.

## Principais resultados

### Com Ilja Glebov
| Jogos Olímpicos                                                                                 |                 |                 |                 | 19.ª |  |  |  |  |  |  |  |  |
| Campeonato Mundial                                                                              |                 |                 | 17.ª            | 18.ª |  |  |  |  |  |  |  |  |
| Campeonato Europeu                                                                              |                 |                 | 14.ª            | 13.ª |  |  |  |  |  |  |  |  |
| GP Cup of China                                                                                 |                 | 6.ª             |                 |      |  |  |  |  |  |  |  |  |
| GP Cup of Russia                                                                                |                 | 7.ª             |                 | 8.ª  |  |  |  |  |  |  |  |  |
| GP NHK Trophy                                                                                   |                 |                 | 5.ª             |      |  |  |  |  |  |  |  |  |
| Nebelhorn Trophy                                                                                |                 |                 |                 | 9.ª  |  |  |  |  |  |  |  |  |
| Internacional – Júnior                                                                          |                 |                 |                 |      |  |  |  |  |  |  |  |  |
| Campeonato Mundial Júnior                                                                       | 7.ª             | 6.ª             | 12.ª            |      |  |  |  |  |  |  |  |  |
| JGP JGP Bielorrússia                                                                            |                 |                 | 10.ª            |      |  |  |  |  |  |  |  |  |
| JGP JGP Estônia                                                                                 |                 | 6.ª             |                 |      |  |  |  |  |  |  |  |  |
| JGP JGP Noruega                                                                                 | 7.ª             |                 |                 |      |  |  |  |  |  |  |  |  |
| JGP JGP Reino Unido                                                                             |                 | 6.ª             | 6.ª             |      |  |  |  |  |  |  |  |  |
| JGP JGP República Tcheca                                                                        | 9.ª             |                 |                 |      |  |  |  |  |  |  |  |  |
| Nacional                                                                                        |                 |                 |                 |      |  |  |  |  |  |  |  |  |
| Campeonato Estoniano                                                                            | Medalha de ouro | Medalha de ouro | Medalha de ouro |      |  |  |  |  |  |  |  |  |
|                                                                                                 |                 |                 |                 |      |  |  |  |  |  |  |  |  |
| Legenda: GP = Grand Prix; JGP = Grand Prix Júnior; Competição não foi disputada nesta temporada |                 |                 |                 |      |  |  |  |  |  |  |  |  |